# C/2013 H1 (La Sagra)
C/2013 H1 (La Sagra) — одна з довгоперіодичних комет. Ця комета була відкрита 19 квітня 2013 року; вона мала 17.7m на час відкриття.